# 1203
| [ Edytuj tabelę ]                 |                                                                                 |
| Książę Małopolski                 | - 1202 Leszek Biały 1210                                                        |
| Książę Wielkopolski               | - 1202 Władysław III Laskonogi 1229                                             |
| Król Angkoru                      | - 1181 Dżajawarman VII 1218                                                     |
| Król Anglii                       | - 1199 Jan bez Ziemi 1216                                                       |
| Król Aragonii i hrabia Barcelony  | - 1196 Piotr II Katolicki 1213                                                  |
| Książę Bawarii                    | - 1183 Ludwik I 1231                                                            |
| Margrabia Brandenburgii           | - 1184 Otto II 1205                                                             |
| Książę Burgundii                  | - 1192 Eudes III 1218                                                           |
| Cesarz Bizancjum                  | - 1195 Aleksy III Angelos 1203 - 1203 Izaak II Angelos i Aleksy IV Angelos 1204 |
| Car Bułgarii                      | - 1197 Kałojan 1207                                                             |
| Cesarz Chin                       | - 1194 Song Ningzong 1224                                                       |
| Król Cypru                        | - 1194 Amalryk II 1205                                                          |
| Król Czech                        | - 1198 Przemysł Ottokar I 1230                                                  |
| Król Danii                        | - 1202 Waldemar II Zwycięski 1241                                               |
| Władca Egiptu                     | - 1199 Al-Adil 1218                                                             |
| Cesarz Etiopii                    | - 1189 Gebre Meskel 1229                                                        |
| Król Francji                      | - 1180 Filip II August 1223                                                     |
| Król Gruzji                       | - 1184 Tamara 1213                                                              |
| Hrabia Holandii                   | - 1190 Dirk VII 1203                                                            |
| Cesarz Japonii                    | - 1198 Tsuchimikado 1210                                                        |
| Kalif                             | - 1180 An-Nasir 1225                                                            |
| Król Kastylii                     | - 1158 Alfons VIII Szlachetny 1214                                              |
| Patriarcha Konstantynopola        | - 1198 Jan X Kamateros 1206                                                     |
| Władca Korei                      | - 1197 Sinjong 1204                                                             |
| Król Leónu                        | - 1188 Alfons IX 1230                                                           |
| Kalif Maroka                      | - 1199 Muhammad an-Nasir 1213                                                   |
| Król Nawarry                      | - 1194 Sanczo VII 1234                                                          |
| Król Norwegii                     | - 1202 Haakon III 1204                                                          |
| Hrabia Palatynatu                 | - 1195 Henryk V z Welf 1211                                                     |
| Papież                            | - 1198 Innocenty III 1216                                                       |
| Król Portugalii                   | - 1185 Sancho I 1211                                                            |
| Sułtan Rumu                       | - 1196 Sulajman II 1204                                                         |
| Książę Rusi halickiej             | - 1199 Roman I 1206                                                             |
| Książę Saksonii                   | - 1180 Bernard III 1212                                                         |
| Król Szkocji                      | - 1165 Wilhelm I 1214                                                           |
| Król Szwecji                      | - 1196 Swerker II Młodszy 1208                                                  |
| Doża Wenecji                      | - 1192 Enrico Dandolo 1205                                                      |
| Król Węgier                       | - 1196 Emeryk 1204                                                              |
| Wielki mistrz zakonu krzyżackiego | - 1200 Otto von Kerpen 1208                                                     |

Rok 1203 / MCCIII
stulecia: XII wiek ~
XIII wiek ~
XIV wiek

lata: 1193 «
1198 «
1199 «
1200 «
1201 «
1202 «
1203
» 1204
» 1205
» 1206
» 1207
» 1208
» 1213

## Wydarzenia na świecie
- Krzyżowcy zatrzymali się pod Konstantynopolem i wsparli chcącego odzyskać władzę Aleksego IV, syna zdetronizowanego cesarza Izaaka II Angelosa.
- 17 lipca – IV wyprawa krzyżowa: krzyżowcy zdobyli Konstantynopol. Obalony cesarz Aleksy III uciekł nocą z miasta.

## Urodzili się
- Piotr z Werony – dominikanin, inkwizytor, męczennik i święty (zm. 1252)
- Elżbieta Hohenstauf – królowa Kastylii i Leónu (zm. 1235)
- Wasylko Romanowicz – książę włodzimierski (zm. 1269 lub 1271)
- Piotr II Sabaudzki – hrabia Sabaudii (zm. 1268)
- Abu Szama – kronikarz muzułmański (zm. ?)

## Zmarli
- 6 kwietnia – Wilhelm z Eskil, francuski kanonik laterański, święty katolicki (ur. ok. 1122/1123)
- 4 listopada – Dirk VII, jedenasty hrabia Holandii z rodu Gerolfingów (ur. ?)

- Data dzienna nieznana: 
  - Artur I Plantagenet c książę Bretanii (ur. 1187)
  - Thường Chiếu – wietnamski mistrz thiền ze szkoły vô ngôn thông (ur. ?)
  - To'orił Ong-chan – wódz plemienia Kereitów (ur. ?)
  - Aleksy Paleolog – bizantyński arystokrata (ur. ?)